# Slávek Janoušek
Slávek Janoušek, vlastním jménem Miroslav Janoušek  (* 9. září 1953 Ústí nad Orlicí) je český písničkář, textař, kytarista a autor hudby. V roce 1984 získal interpretační Portu, o rok později Portu autorskou. Jeho nejznámější písně jsou autorské Imaginární hospoda, Halleyova kometa a Mumie.

## Životopis
Po maturitě na gymnáziu v Ústí nad Orlicí vystudoval Pedagogickou fakultu univerzity Jana Evangelisty Purkyně v Brně (dnešní Masarykova univerzita). V letech 1976–1982 se věnoval divadlu. V roce 1984 získal interpretační Portu, o rok později Portu autorskou. V roce 2013 vyšla jeho kniha vzpomínek My tři a já.

## Diskografie
Mezi nejznámější Janouškovy písně patří Halleyova kometa, Kuchyňský rituál blues, Mumie, Rozhovor s nádražákem, Škoda 1000MB či Pohoda.

### Sólová alba
- Kdo to zavinil (1988, reedice 1996 a 2005)
- Odkud jdeš a kam (1993)
- Tancuj a zpívej (1997)
- Letadlo (2002)
- Nestíhám (2007)
- Dušičky (2011)
- Tohle je vzkaz (2018)
- Učitel Žáčkovi/Žáček učiteli (2021)
- Život je krátký (2023)

### Výběry
- Kousek Slávy Janouška – výběr live nahrávek z let 1984–1992 (2005)

### S Karlem Plíhalem a skupinou Nerez
- Imaginární hospoda (1986)

### S Jaroslavem Samsonem Lenkem
- Live (1990)

### S Redlem a Lenkem
- Zůstali jsme doma (1990)
- Kde domov můj (1995)
- Barvy domova (2006)

### S dalšími umělci
- Rodinné album - Slávek Janoušek a Michal Pospíšil CD, MC – FT records ©1995

Podílí se také na albech vzniklých na jeho textové dílně; složil také hudbu k několika písničkám z alba Hotel v tiché ulici Lady Šimíčkové a Iva Cicvárka (2012).

## Galerie

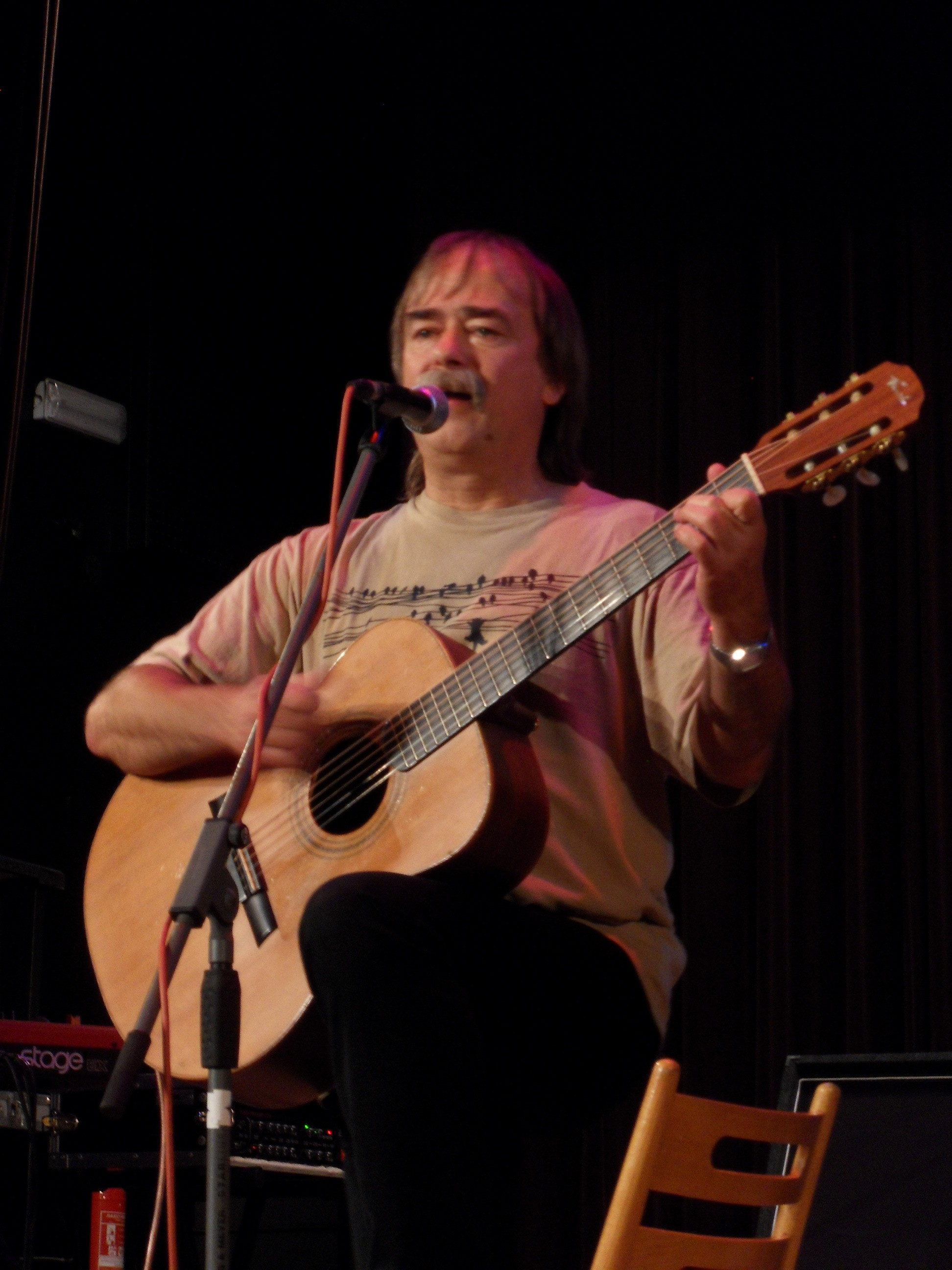
V roce 2011
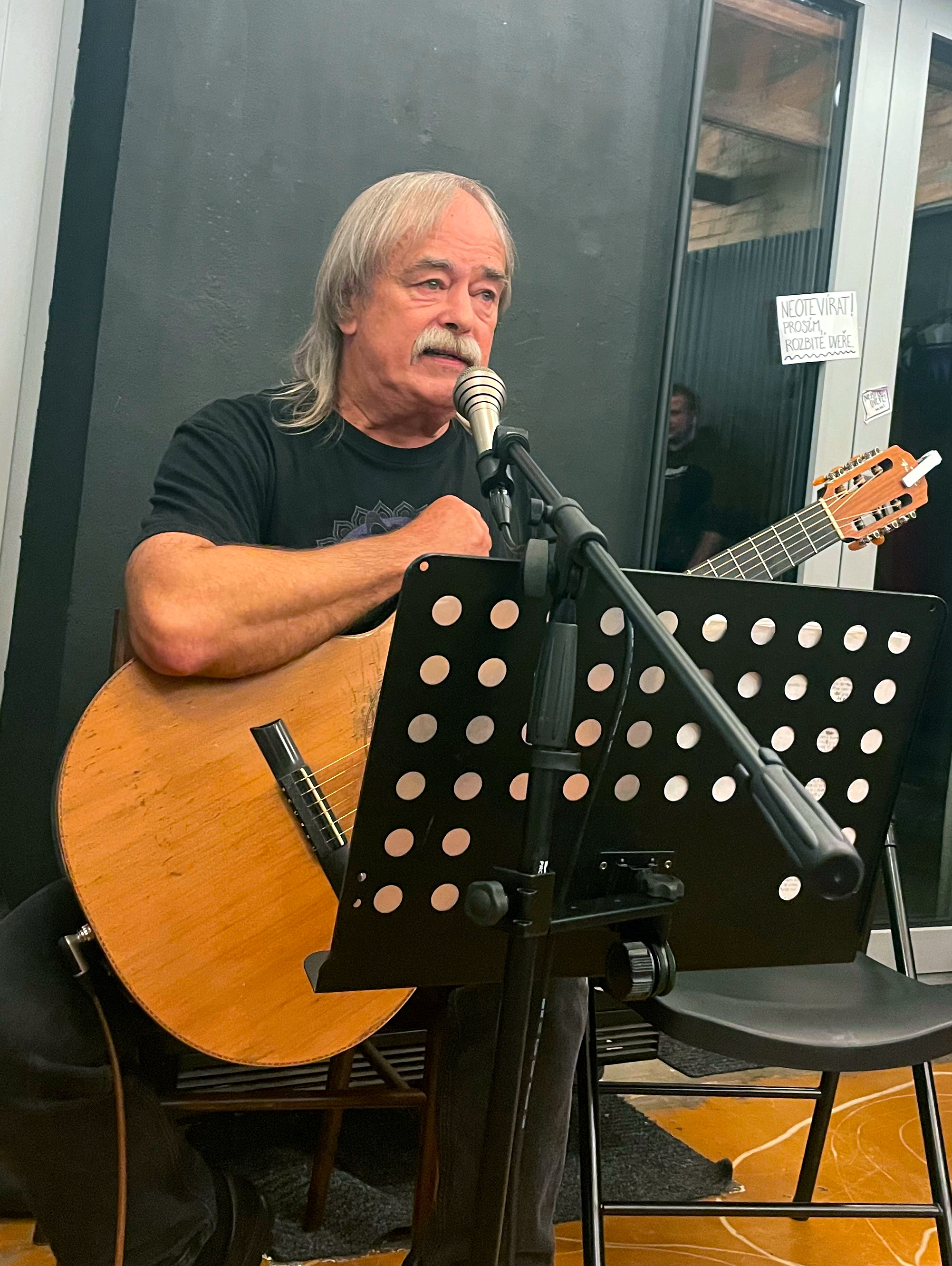
V roce 2025
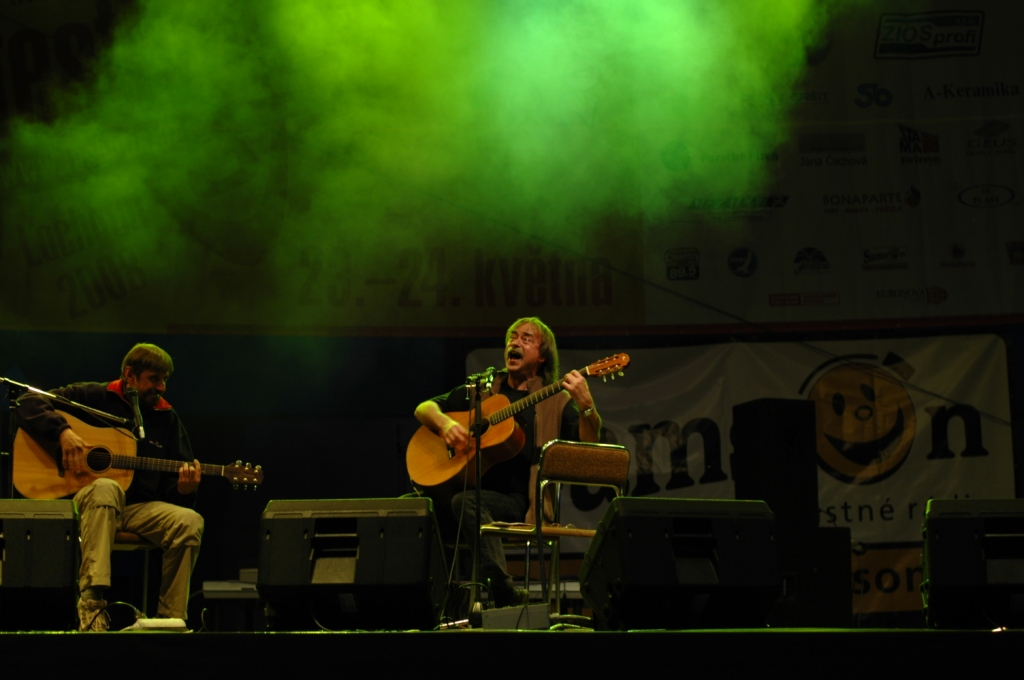
S Lubošem Vondrákem v roce 2008